# Constantí Lecapè
Constantí Lecapè, en grec Κωνσταντίνος Λακαπηνός, nascut el 912 i mort cap al 946, era el tercer fill de Romà Lecapè i Teodora.
Va regnar per poc temps, després que juntament amb el seu germà Esteve Lecapè, van deposar el seu pare Romà Lecapè al desembre de l'any 944. Fou obligat per l'exèrcit i el poble a cedir el tron a Constantí VII Porfirogènit (945). Es va exiliar a l'illa de Samotràcia, on va ser assassinat mentre intentava escapar entre el 946 i el 948.

## Família
Constantí era un dels fills més joves de Romà Lecapè i de la seva dona Teodora. Teòfanes continuat diu que era fill més jove, mentre que Jordi Cedrè, que va escriure al segle xi, el considerava el tercer dels seus quatre fills. Els seus germans més grans eren Cristòfol Lecapè (coemperador del 921 al 931) i Esteve Lecapè (coemperador del 924 al 945). Teofilacte de Constantinoble, patriarca de Constantinoble entre el 933 i el 956), també era germà seu però no se sap si més petit o una mica més gran. També va tenir diverses germanes entre les quals hi havia Helena Lecapena, casada amb l'emperador Constantí VII i Àgata, casada amb Romà Argir. Probablement tenia dues altres germanes anònimes, conegudes només pel seu matrimoni amb els mestres dels oficis Romà Muselè i Romà Saronites.

## Regnat
Romà Lecapè va pujar al poder l'any 919, quan va aconseguir nomenar-se emperador en el lloc de Constantí VII, a més de casar-lo amb la seva filla Helena Lecapena. Només en un any, va passar a ser basileopàtor (pare de l'emperador), cèsar, i finalment coronat emperador el 17 de desembre del 920. Per a consolidar la seva posició i amb la finalitat de suplantar la dinastia macedònica en el poder, en benefici de la seva pròpia família, va nomenar el seu fill gran Cristòfol coemperador el maig del 921, i Esteve i Constantí ho van ser el 25 de desembre del 924.
Cristòfol va morir l'any 931, i Esteve i Constantí van tenir més protagonisme, encara que formalment es trobaven per sota del seu cunyat Constantí VII, en la línia de successió dels emperadors. El 939, Constantí es va casar amb la seva primera esposa Helena, filla del patrici Adrià, un armeni. Simeó Metafrastes diu que Helena va morir el 14 de gener del 940. El 2 de febrer del mateix any, Constantí es va casar amb la seva segona dona, Teòfano Mamas. Se sap que Constantí va arribar a tenir un fill, de nom Romà, però no se sap de quina de les seves dues dones era. Encara infant, Romà va ser castrat, l'any 945, després que la família Lecapè perdés el poder, amb el propòsit de impedir-li reclamar el tron imperial. A pesar d'això, Romà va romandre a la cort, on va obtenir diversos càrrecs.
L'any 943, Romà Lecapè va redactar un testament on deixava Constantí VII com a emperador principal després de la seva mort. Els dos coemperadors, possiblement temien que el seu cunyat els retirés els privilegis i els obligués a prendre vots monàstics. Segons Steven Runciman, als germans Lecapè els motivava l'instint de conservació i la seva ambició, i van planejar la presa del poder amb un cop d'estat, amb Esteve aparentment como a cap i Constantí com a coparticipant, encara que es quedava en un segon terme. Els conspiradors principals van ser Marià Argir, el protoespatari Basili Petí, Manuel Curcita, l'estrateg Diògenes, Clado, i Felip. Jordi Cedrè diu que Petí podria haver estat un agent de Constantí VII, infiltrat entre els conspiradors. El 20 de desembre del 944, els conspirador van posar el pla en marxa. Els dos germans van fer entrar els seus partidaris al Gran Palau de Constantinoble, durant el descans de les activitats del migdia. Van entrar a la sala de Romà, i el van capturar fàcilment, perquè era ja un «home vell i malalt». El van portar al port, i d'allà a Kınalıada, una de les Illes dels Prínceps un lloc popular d'exili. Romà va acceptar prendre vots religiosos i renunciar al tron.
Una vegada destituït el seu pare, els germans s'havien d'enfrontar a Constantí VII. Els rumors es van estendre ràpidament per Constantinoble, i es deia que, després del cop contra Romà, la vida de Constantí VII estava en perill. La gent de Constantinoble es va reunir davant del Palau exigint veure al seu emperador en persona. L'historiador longobard contemporani Liutprand de Cremona diu que els ambaixadors i enviats d'Amalfi, Gaeta, Roma i Provença, que hi eren presents, també van recolzar Constantí VII. Esteve i Constantí es van haver de fer enrere, i van reconèixer el seu cunyat com a principal emperador.

## Exili i mort
Es va establir un triumvirat que va durar uns quaranta dies. Els tres emperadors van nomenar nous caps militars. Bardes Focas va ser nomenat domèstic de les escoles, i Constantí Gongila, almirall de la marina romana d'Orient. Esteve i el seu germà van aconseguir que els seus companys de conspiració fossin també recompensats. Petí va ser nomenat patrici i gran heteriarca, Argir va ser nomenat comes stabuli, i Curcita va ser patrici i drungari de la guàrdia.
El 26 de gener del 945, davant de la insistència de la seva germana, l'augusta Helena, un altre cop d'estat va fer caure els dos germans Lecapè del poder, amb l'acusació d'intentar enverinar Constantí VII, que va restar com a emperador únic.
Constantí Lecapè va ser exiliat a Ténedos (actual Bozcaada) i després a Samotràcia. Finalment va ser assassinat quan tractava d'escapar de l'illa, sense que se'n sàpiga la data exacta. Teòfanes continuat diu que l'anterior emperador Romà Lecapè va tenir un somni on va veure el descens del seu fill a l'infern.